# شيانغ تشانغ
شيانغ تشانغ (بالإنجليزية: Xiang Zhang)‏ هو فيزيائي وأستاذ جامعي أمريكي، ولد في ديسمبر 1963 في نانجينغ في الصين.